# Летна (Прага)

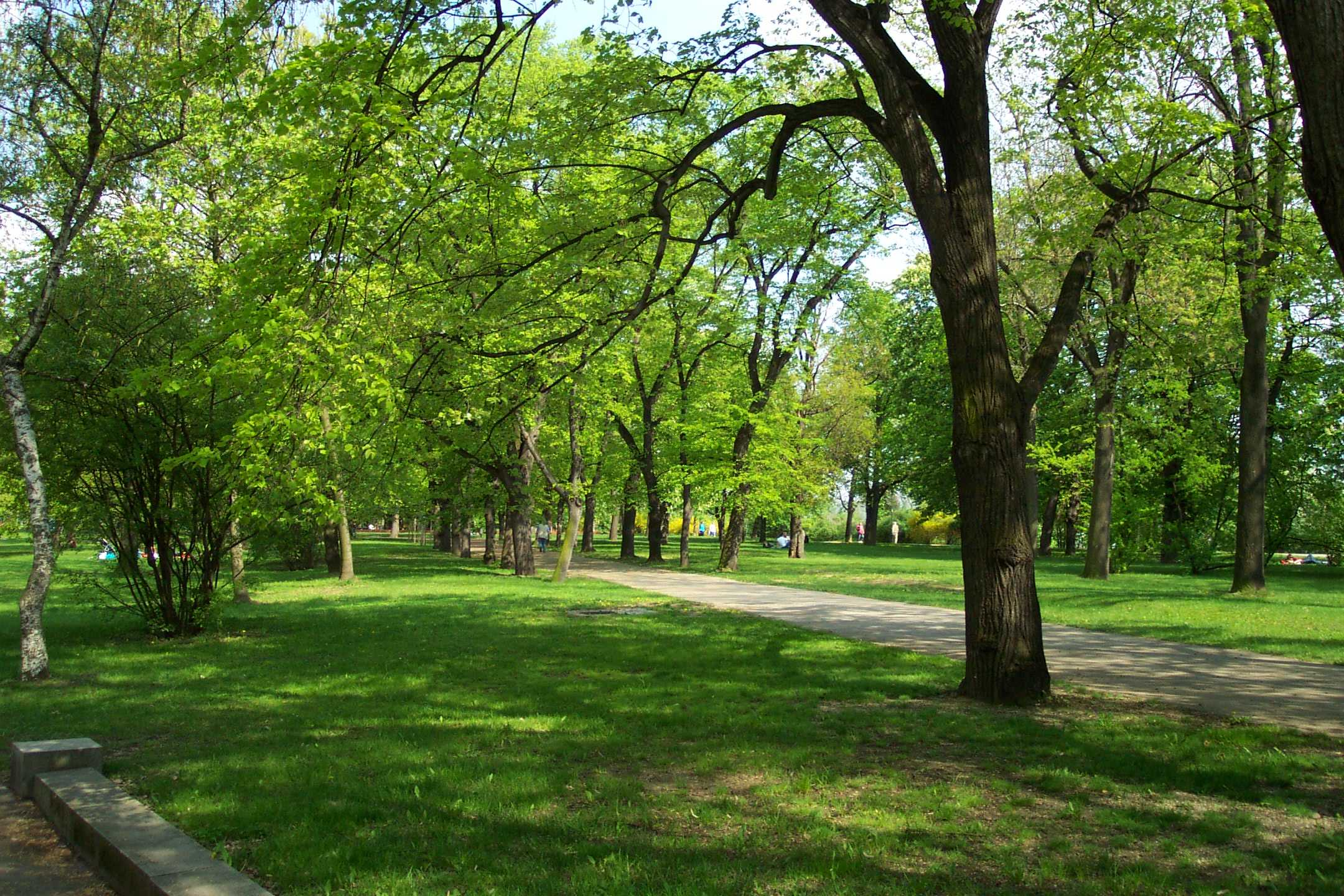
Лісопарк Летна в центрі Праги

Летна (чеськ. Letná) — горбисте урочище в центрі столиці Чехії місті Празі.
Розташоване на лівому березі р. Влтава навпроти історичного району Праги Старе Місто біля мосту Штефаника. Під Летною пролягає Летенський тунель. Летна відома як міська зона рекреації. Тут розташований парк, що займає територію близько 3 га. 

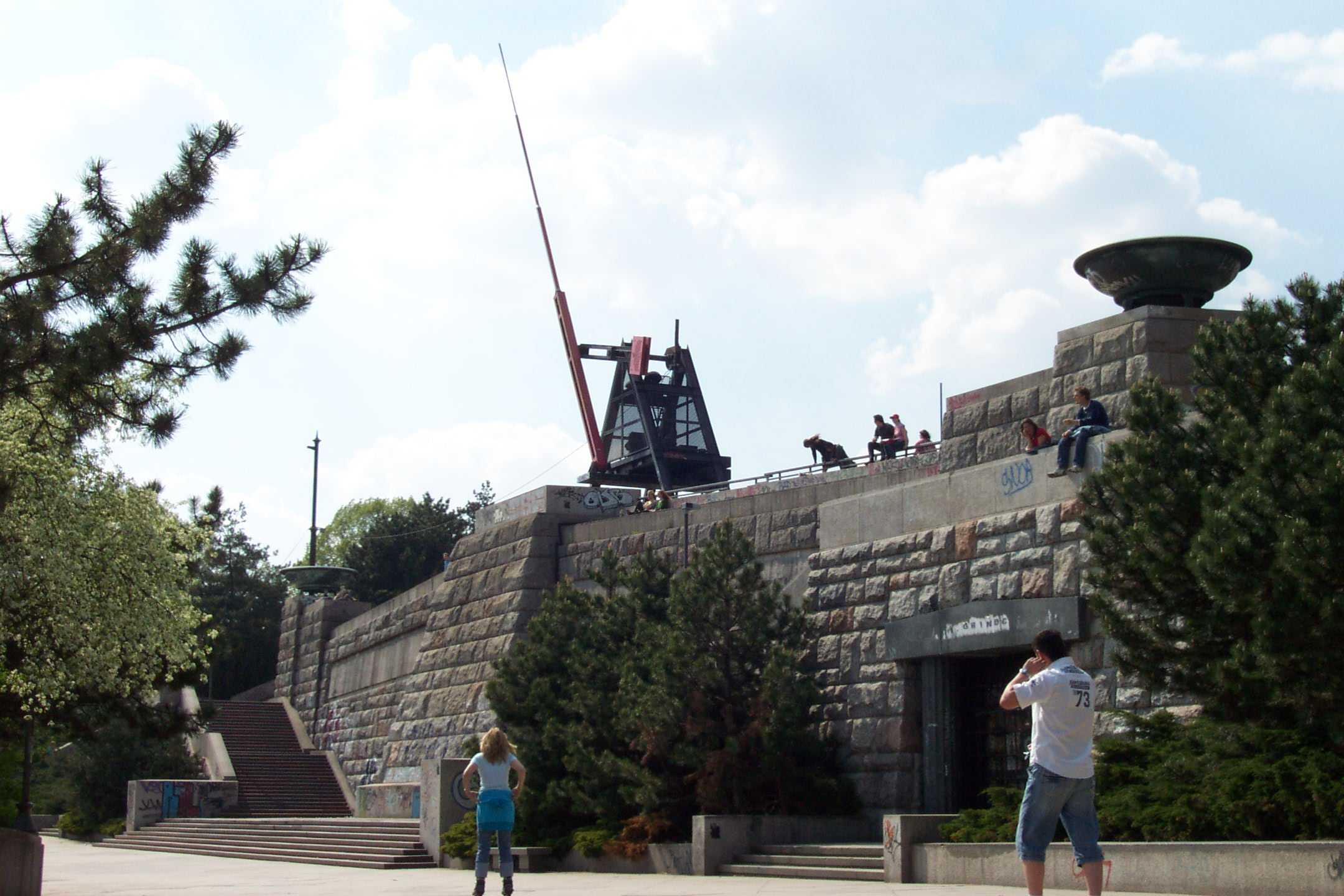
Метроном на місці пам'ятника Сталіну

Разом з Голешовіце і Бубенеч входить в адміністративний район Прага 7.

## Історія
В середньовіччі тут були мисливські угіддя місцевої знаті. Облагороджувати територію Летни почали тільки наприкінці XIX століття, поступово перетворюючи ліс в парк для відпочинку городян.
Летна цікава прекрасним видом на правобережну Прагу, на Влтаву і на її мости.
Серед пам'яток Летни: Ханавський Павільйон — барокова будівля, де розміщувалася адміністрація Ювілейного всесвітнього ярмарку, працююча карусель-атракціон — найстаріша в Європі карусель, яка працює донині, і величезний працює метроном.
У парку Летни розташовувалася найбільша скульптурна група в Європі, яка була присвячена керівникові СРСР Йосипу Сталіну. Пам'ятник Сталіну в Празі був відкритий 1 травня 1955 року і розташовувався у 1955—1962 роках на Летенському оглядовому майданчику. У 1962 році пам'ятник був підірваний, а цоколь зберігся до теперішнього часу. У 1991 році на ньому був встановлений гігантський метроном.